# Martin Jørgensen
Martin Jørgensen (Aarhus, 1975. október 6.) dán válogatott labdarúgó, jelenleg hazája csapatának az Aarhus GF-nek.